# Oxydia vesulia
Oxydia vesulia là một loài bướm đêm trong họ Geometridae.